# Bästa låtar
Bästa låtar är den svenska proggruppen Love Explosions debutalbum, utgivet på skivbolaget MNW 1971.
Skivan kom ut i två versioner. Den första innehöll låten "Djävulens patrask" där gruppen lånat melodin från Bob Dylans "Desolation Row". Dylans skivbolag vägrade dock att godkänna Love Explosions text, vilket gjorde att skivan drogs in. Texten blev även fälld av Radionämnden för att den inte uppfyllde "estetiska minimikrav". Senare utgavs skivan i en andra version där melodin till "Djävulens patrask" hade ändrats.

## Låtlista
A
1. "Varför skall man behöva betala" – 3:26
2. "Stockholm City" – 5:56 (även kallad "Ljusne")
3. "Rivningsrök" – 2:48
4. "Sparvfars polska" – 1:27
5. "Hemlös" – 3:20 (Text: Dan Andersson)
6. "Stellan fällan" – 6:41

B
1. "Bara du" – 3:17
2. "Hundar får ju springa lösa" – 4:09
3. "Ändlöst med sprut" – 2:11
4. "På dansen" – 2:46
5. "Club Husar" – 5:27
6. "Djävulens patrask" – 6:44

## Mottagande
Bästa låtar finns med i boken Tusen svenska klassiker.

### Fotnoter
1. ↑  ”Love Explosion”. Discogs.com. http://www.discogs.com/Love-Explosion-B%C3%A4sta-L%C3%A5tar/release/3038622. Läst 6 januari 2013.
2. 1 2  Gradvall et al 2009, #316